# Петрунинское сельское поселение
Петру́нинское се́льское поселе́ние — муниципальное образование в составе Камышинского района Волгоградской области.
Административный центр — село Петрунино.

## История
Петрунинское сельское поселение образовано 5 марта 2005 года в соответствии с Законом Волгоградской области № 1022-ОД.

## Население
| 2010  | 2012  | 2013  | 2014  | 2015  | 2016  | 2017  |
| ----- | ----- | ----- | ----- | ----- | ----- | ----- |
| 1408  | ↘1388 | ↘1384 | →1384 | ↘1378 | ↗1390 | ↘1356 |
| 2018  | 2019  | 2020  | 2021  |       |       |       |
| ↗1429 | ↘1420 | ↗1421 | ↗1429 |       |       |       |

## Состав сельского поселения
| № | Населённый пункт | Тип населённого пункта       | Население |
| - | ---------------- | ---------------------------- | --------- |
| 1 | Барановка        | село                         | 466       |
| 2 | Петрунино        | село, административный центр | 942       |

### Упразднённые населённые пункты
- Петрунино — упразднённая в 2007 году железнодорожная станция (тип населённого пункта) [13].